# 소피 럭
소피 럭(Sophie Luck, 1989년 10월 17일 ~ )은 오스트레일리아의 배우이다.